# Martín F. Serrano
Martín Francisco Nicolás Serrano fue un catedrático de la Universidad de San Antonio Abad y político peruano. 
Fue elegido diputado suplente por la provincia de Urubamba en 1895, luego de la Guerra civil de 1894 durante los gobiernos de Manuel Candamo, Nicolás de Piérola y Eduardo López de Romaña en el inicio de la República Aristocrática y reelecto en 1901 durante los gobiernos de Eduardo López de Romaña, Manuel Candamo, Serapio Calderón y José Pardo y Barreda. Entre 1909 y 1918 fue elegido senador suplente por el departamento del Cusco durante el primer gobierno de Augusto B. Leguía.
En 1910 participó en la montonera organizada por David Samanez Ocampo contra el primer gobierno de Augusto B. Leguía siendo juzgado por el delito de rebelión.
En 1919, cuando el presidente Augusto B. Leguía dio inicio a su oncenio, Serrano fue elegido diputado por la provincia de Acomayo para la Asamblea Nacional de ese año que tuvo por objeto emitir la Constitución de 1920. Luego se mantuvo como senador ordinario hasta 1924.